# Ga (povo)
O povo ga é um subgrupo dos minas e parte dos jejes e habita Gana, Benim e Togo. Trata-se de indivíduos urbanos e costeiros, com muitos deles vivendo como pescadores. São intimamente relacionados aos adangbe. Apesar de falantes de língua própria, cerca 50 000 deles adotaram a língua uatchi.